# Klaus Lage

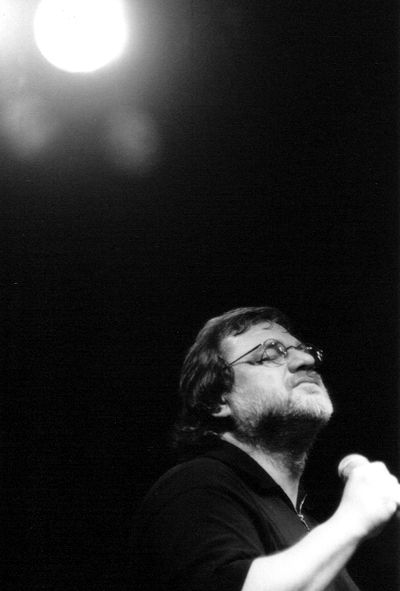
Klaus Lage

Klaus Lage (Soltau, 16 juni 1950) is een Duits musicus. Zijn grote doorbraak bereikte hij in 1984 met zijn in het Duits gezongen lied 1000 und 1 Nacht.

## Leven en werk
Lage deed een middenstandsopleiding; daarna werd hij leraar en was hij actief als sociaal werker. In de jaren 70 viel hij voor het eerst op met het Berliner Rock Ensemble (BRE). Het quintet bestond uit Klaus Lage (zang en gitaar), Gregor Schaetz (gitaar en zang), Ralph Billmann (toetsen), Alex Cremer (bas en zang), Martin Cremer (drums en percussie) en toerde in heel Duitsland. De filmregisseur Ulli Herzog maakte twee reportages over deze band in opdracht van de SFB. In 1980 bracht Klaus Lage zijn eerste album uit onder de titel Musikmaschine. In 1982 volgde het album Positiv. De doorbraak lukte hem met het derde album; Stadtstreicher (1983).
In 1984 verscheen album Schweißperlen, dat door Wolf Maahn geproduceerd werd. Het nummer 1000 und 1 Nacht, dat door Göran Walger gecomponeerd was, verscheen als single en zorgde voor grote bekendheid van Lage als Duitstalig rockzanger. Vervolgens werd al spoedig  de single Wieder Zuhaus uitgebracht, wat hem een vervolghit opleverde. Ook met andere liedjes uit de pen van Diether Dehm (die tegenwoordig voor de 'Linkspartij' in de politiek actief is) zoals Monopoly en vooral Faust auf Faust van het album Heiße Spuren (1985) behaalde Lage grote successen. Faust auf Faust werd gebruikt als titelsong van de eerste bioscoopfilm uit de serie Tatort waarin ook Götz George meespeelde.
Het titellied Now that you're gone voor de tweede film in die serie (Zabou) werd door Lage geschreven en werd gezongen door Joe Cocker. In deze film speelde Klaus Lage een bijrol als kok. Sinds 1995 speelt Lage de titelrol in de door Dieter Dehm geschreven musical Stars. Voor de door Randy Newman geschreven filmmuziek van de animatiefilm Toy Story zong Klaus Lage de in het Duits vertaalde teksten.
Sedert 1991 toert Lage in verschillende bandbezettingen met zijn vaste toetsenist Bo Hart. Tussen 2002 en 2005 had een tournee om zijn album Live zu zweit te promoten. Sinds 2006 toert Lage door Duitsland door Duitsland onder het motto Zug um Zug met de musici Bo Hart en Lothar Altwell. Tijdens zijn concerten speelt hij bijzondere uitvoeringen van zijn bekende werk, bijvoorbeeld een a capella versie van 1000 und 1 Nacht, en daarnaast ook liederen van 
Pete Seeger. Lage woont tegenwoordig in Hausen (Wied).

## Discografie

### Albums
- 1980 - Die Musikmaschine
- 1982 - Positiv
- 1983 - Stadtstreicher
- 1984 - Schweißperlen
- 1985 - Heiße Spuren
- 1986 - Mit meinen Augen (live)
- 1987 - Amtlich
- 1989 - Rauhe Bilder
- 1991 - Lieben & Lügen
- 1992 - Ein Lachen in Reserve
- 1992 - Single Hit Collection
- 1994 - Katz & Maus
- 1995 - Meisterstücke
- 1996 - Balladen
- 1998 - Premium Gold Collection
- 1999 - Live zu zweit (Klaus Lage & Bo Heart)
- 2000 - Portrait
- 2000 - Mensch bleiben
- 2001 - Der Sänger
- 2003 - Die Welt ist schön
- 2007 - Zug um Zug

### Singles
- 1978 - Alle ham's geschafft außer mir
- 1979 - Urrffie (Gertcha)
- 1980 - Ich bleib diesen Sommer zu Haus
- 1982 - Komm halt mich fest
- 1983 - Mit meinen Augen
- 1983 - Fang neu an
- 1984 - 1000 und 1 Nacht
- 1984 - Wieder zuhaus
- 1984 - Monopoli
- 1985 - Faust auf Faust
- 1985 - Eifersucht (ist Marterpfahl)
- 1985 - Stille Wasser
- 1986 - Istanbul (live)
- 1987 - Nie wieder Kind
- 1987 - Wenn Du Wärme brauchst
- 1987 - Steig nicht aus
- 1988 - Die Liebe bleibt
- 1989 - Sooo lacht nur sie (die Malerin)
- 1989 - Zurück zu Dir
- 1990 - Hand in Hand
- 1991 - Tief verwundet
- 1991 - Nichts erinnert mich
- 1992 - Comeback des Lebens
- 1992 - Endsieg des Ellbogens
- 1994 - Weil Du anders bist
- 1995 - Weil ich sie liebe
- 1995 - C'est la vie
- 2000 - Kopf Hoch